# Verheyefjellet
Das Verheyefjellet (norwegisch) ist ein rund 2000 m hoher Berg im ostantarktischen Königin-Maud-Land. Im Gebirge Sør Rondane ragt er im südwestlichen Abschnitt der Walnumfjella auf.
Wissenschaftler des Norwegischen Polarinstituts benannten ihn 1973. Namensgeber ist der belgische Ionosphärenphysiker Jean Verheye, der 1960 an einer belgischen Antarktisexpedition beteiligt war.